# Bukayo Saka
Bukayo Ayoyinka Temidayo Saka (ur. 5 września 2001 w Londynie) – angielski piłkarz pochodzenia nigeryjskiego, występujący na pozycji napastnika w angielskim klubie Arsenal oraz w reprezentacji Anglii. Srebrny medalista Mistrzostw Europy 2020 oraz 2024. Uczestnik Mistrzostw Świata 2022.

## Biografia
Urodzony 5 września 2001 w dzielnicy Ealing, w Londynie. Jego rodzice są Nigeryjczykami z grupy etnicznej Joruba. Z wyznania jest chrześcijaninem nurtu zielonoświątkowego.

## Kariera klubowa
Jest wychowankiem londyńskiego Arsenalu. W 2019 roku dołączył do jego pierwszego zespołu. 1 stycznia 2019 w wieku 17 lat zadebiutował w rozgrywkach Premier League – miało to miejsce w wygranym 4:1 meczu z Fulham. Grał w nim od 83. minuty, gdy zmienił Aleksa Iwobiego. Pierwszego ligowego gola zdobył natomiast 4 lipca 2020 w wygranym 2:0 meczu z Wolverhampton Wanderers.

## Sukcesy

### Arsenal
- Puchar Anglii: 2019/2020
- Tarcza Wspólnoty: 2020, 2023

### Reprezentacyjne
- Wicemistrzostwo Europy: 2020, 2024

### Wyróżnienia
- Piłkarz sezonu w Arsenalu: 2020/2021[7], 2021/2022[8]
- Piłkarz miesiąca Premier League: Marzec 2023[9]
- Drużyna roku U-20 według IFFHS: 2021[10]